# Kansas City Southern Railway
Pour les articles homonymes, voir KCS.
Le Kansas City Southern Railway (sigle de l'AAR:KCS), est une société de tête contrôlant de nombreux chemins de fer et compagnies en relation avec le ferroviaire. Sa principale filiale est le Kansas City Southern Railway (KCSR). C'est la seconde plus ancienne compagnie de chemin de fer de classe I et aussi la plus petite. KCS fut fondé en 1887, et opère actuellement dans une région constituée par 10 États dans le centre des États-Unis. Grâce à sa filiale Kansas City Southern de México (KCSM) il est présent dans le nord-est et le centre du Mexique. 
En 2007, Son revenu annuel était de 1,7 milliard de dollars, et il employait 6 485 personnes.
Le chemin de fer Canadien Pacifique a acheté KCS en décembre 2021 pour 31 milliards de dollars américains. Le 14 avril 2023, les deux compagnies ont fusionné pour former le Canadien Pacifique Kansas City, le premier et le seul chemin de fer à desservir directement le Canada, les États-Unis et le Mexique.

## Histoire

### Les origines
Le 8 janvier 1887, Stilwell et Edward L. Martin créèrent le Kansas City Suburban Belt Railroad. Il entra en exploitation en 1890, et reliait Kansas City, Missouri à Independence, Missouri. À Kansas City, il desservait en particulier les quartiers commerciaux et industriels situés le long du la rivière Missouri, ainsi que celui d'Argentine District. Alors que le chemin de fer suburbain était un succès, Arthur Edward Stilwell avait un rêve beaucoup plus grand. Il commença à progresser vers le sud.
Mais pour faire face à la Panique de 1893, la compagnie se tourna vers l'Europe et trouva des actionnaires hollandais. Avec la construction de la ligne, de nouvelles villes à consonances hollandaises apparurent: Mena; DeQueen, Arkansas; Vandervoort, Arkansas; Bloomburg, Texas; Nederland, Texas; Hornbeck, Louisiane; DeRidder, Louisiane; Dequincy, Louisiane. À la suite de nouvelles difficultés financières, Stilwell reçut entre autres l'aide de George Pullman. Ce dernier était en effet redevable envers le grand-père de Stilwell qui lui avait permis de tirer des bateaux sur le Canal Érié, et d'avoir gagné ainsi suffisamment d'argent pour se lancer dans la construction de voitures de luxe. Finalement, la totalité de la ligne entre Kansas City et Port Arthur sur le golfe du Mexique fut opérationnelle le 1er novembre 1897. Stilwell rebaptisa sa compagnie Kansas City, Pittsburg & Gulf Railroad (KCP&G). Il transportait minerai, charbon, bois et céréales. Mais à la suite de la mort de Pullman qui devait apporter son soutien financier, la compagnie fit faillite. Au 1er avril 1900, il fut renommé Kansas City Southern KCS. Stilwell quitta la compagnie pour créer le Kansas City, Mexico & Orient (racheté ensuite par l'Atchison, Topeka and Santa Fe Railway. La découverte de pétrole en 1901 à Beaumont entraîna le boom économique de la région Port Arthur / Beaumont Lake. 
L'achat du Louisiana & Arkansas Railway le 23 mai 1939, permit d'ajouter la ligne Dallas / New Orleans via Shreveport, Louisiane. De 1940 à 1969, le KCS exploita le train de voyageurs Southern Belle entre Kansas City et New Orleans, parmi son trafic régulier de marchandises.

### La diversification
En 1962, sous la présidence de William Deramus III, la compagnie se réorganisa en Kansas City Southern Industries (KCSI), et commença à se diversifier dans d'autres industries. Le KCSI se focalisa d'abord sur son métier d'origine le chemin de fer, et sur la finance. En 1969, KCSI inaugura 2 compagnies promises à un bel avenir : DST Systems et Janus Capital Group (connu jusqu'alors sous le nom de Stilwell Financial). DST Systems est une société de service d'ingénierie informatique spécialisée dans le traitement de l'information et le management, avec comme objectif d'améliorer l'efficacité, la productivité et le service clientèle. Janus Capital Group est un établissement financier proposant des stratégies d'investissement pour les capitaux. 
Jusque dans les années 1990, le réseau du KCS demeura stable et conserva sa taille moyenne. Le 13 juillet 1993, l'achat du Graysonia, Nashville & Ashdown Railroad, permit d'atteindre Nashville (Arkansas). Le 1er janvier 1994, il acquit le MidSouth Rail Corporation, permettant une extension à l'Est de Shreveport vers Meridian, Mississippi, Counce, Tennessee, ainsi que Tuscaloosa, Alabama et Birmingham, Alabama. Cette acquisition, combinée avec les routes existantes du KCS, constitua une ligne principale est-ouest entre Dallas et Meridian, appelée Meridian Speedway. Le qualificatif "speedway", rappelle que cette ligne est l'une des plus rapides au monde. En effet, elle associe un tracé extrêmement rectiligne, à une double voie permettant de faire circuler des trains dans les 2 directions en même temps. Cette extension permet une interconnexion avec le Norfolk Southern Railway et le CSX Transportation. Acquis en 1996 et fusionné en 2001, le Gateway Western Railway, permit de relier Kansas City à Saint-Louis, Missouri et à Springfield, Illinois. 
Le KCSI entra aussi au Mexique en 1995 en prenant des parts dans le Transportación Ferroviaria Mexicana (TFM), et dans le Texas Mexican Railway (TexMex ou TM). Le TFM fut créé lorsque le Transportación Maritima Mexicana et le KCSI achetèrent une concession gouvernementale pour exploiter un réseau ferroviaire au Mexique. Cette portion des chemins de fer mexicains, appelée Northeast Railroad, était la plus convoitée de toute. Beaucoup d'autres grosses compagnies étaient sur les rangs, dont la plus grosse compagnie de chemin de fer américaine, l'Union Pacific Railroad. TMM et KCSI remportèrent la mise pour 1,4 milliard de dollars, et payèrent respectivement 51 % et 49 % de la somme. TMM contrôlait déjà partiellement le Texas Mexican Railway grâce à une concession précédente du gouvernement mexicain. Le TexMex était particulièrement important pour le KCSI, car il permettait de relier le réseau du KCSI à celui du TFM via des droits de passage sur les lignes de l'Union Pacific Railroad. 
Peu de temps après avoir acquis cette concession du gouvernement mexicain, le KCSI entra dans une autre coentreprise au Panama cette fois. Le 19 juin 1998, le gouvernement du Panama remit le contrôle du Panama Railway (créé en 1855) au KCSI associé au fonds privés Lanigan Holdings, LLC. Cela entraîna la création du Panama Canal Railway Company (PCRC).

### Le retour au métier d'origine
Après ces grosses sorties de capitaux, le KCSI avait besoin d'argent pour améliorer les concessions mexicaine et panaméenne, ainsi que pour réaliser de futurs investissements. Le KCSI commença à vendre ses biens qui n'étaient pas essentiels pour son activité ferroviaire. La première amélioration importante concerna le PCRC en 2000 et 2001, qui put désormais acheminer les longs convois intermodaux de conteneurs, et le transport de voyageurs. 
En 2002, le KCSI changea son nom en Kansas City Southern Railway (KCS), après avoir vendu ses filiales non ferroviaires, dont les 2 plus importantes étaient DST Systems et Janus Capital Group. En 2005, le KCS racheta les parts de TMM dans TFM et TexMex; TFM fut officiellement rebaptisé Kansas City Southern de México, S.A. De C.V.; quant à TexMex, filiale de KCS, il conserve encore de nos jours son nom.
En mars 2021, Canadien Pacifique annonce lancer une offre d'acquisition sur Kansas City Southern Railway pour 25 milliards de dollars, ce qui créerait un ensemble présent au Canada, aux États-Unis et au Mexique.

## Structure

### Les filiales ferroviaires

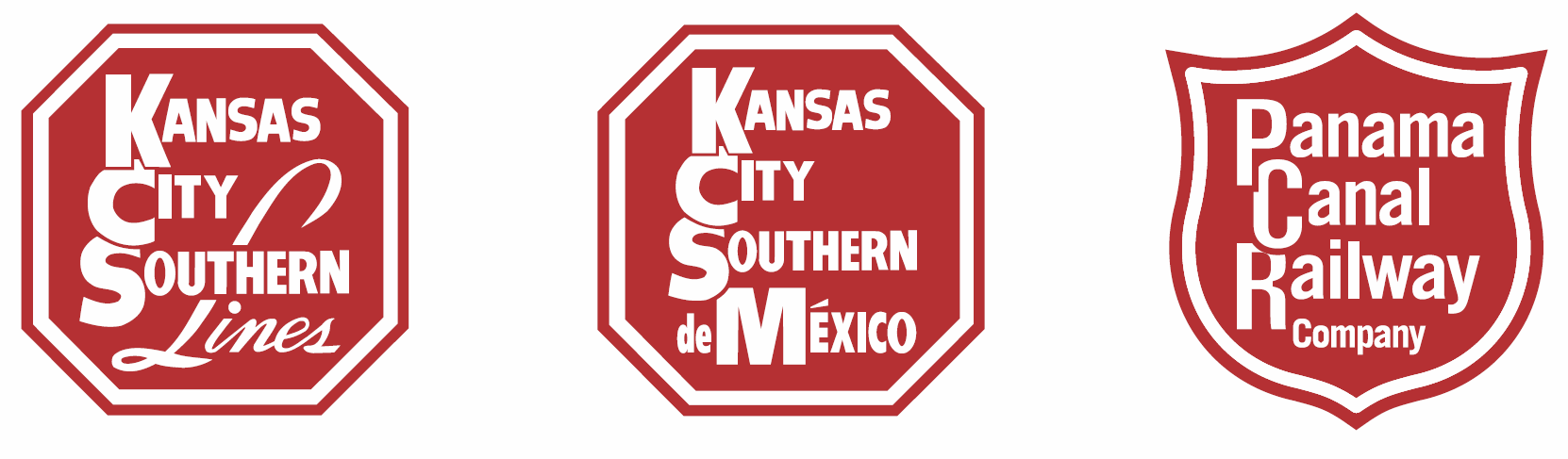

Le Kansas City Southern possède 4 filiales de chemins de fer:
le Kansas City Southern Railway (KCSR), le Kansas City Southern de México (KCSM), le Texas Mexican Railway Company (TM, TexMex), et le Panama Canal Railway Company (PCRC). 
- Le Kansas City Southern Railway (KCSR) exploite 5190 km de voies dans 10 États, avec de nombreux nœuds ferroviaires comme Kansas City, Missouri, Shreveport, Louisiane, La Nouvelle-Orléans, Louisiane, et Dallas, Texas. Parmi les chemins de fer de classe I, le KCSR possède la route la plus courte entre Kansas City, seconde plus grande interconnexion du pays, et le golfe du Mexique.
- Le Kansas City Southern de México (KCSM), précédemment Transportación Ferroviaria Mexicana (TFM), est une compagnie spécialisée dans le transport de marchandises dans le nord-est du Mexique. KCSM est indirectement contrôlé par KCS via sa holding mexicaine NAFTA Rail, S.A. de C.V.. Grâce à une concession du gouvernement mexicain, le KCSM possède sa propre flotte, ses droits de circulation et entretien son réseau de 4256 km réparti sur 17 régions du nord-est et du centre du Mexique, dont les villes portuaires de Lázaro Cárdenas et Tampico. Le KCSM apporte au KCSR des routes capitales pour les importations de biens vers l'Amérique du nord. Le KCSM a aussi une route vers la côte Pacifique, grâce au développement récent du port en eaux profondes pour conteneurs de Lázaro Cárdenas.
- Le Texas Mexican Railway Company (TM ou TexMex) est entièrement contrôlé par KCS. Le TexMex, avec un réseau de 253 km, relie Corpus Christi, Texas à Laredo, Texas. Le TexMex possède aussi 640 km de droits de passage sur le réseau de l'Union Pacfic entre Beaumont, Texas et Robstown, Texas. Avec son propre réseau et ses droits de passage, le Texas Mexican Railway relie le KCSM et le KCSR à Laredo, Texas. Le TexMex possède également le Texas-Mexican Railway International Bridge d'une extrême importance. En effet, c'est le seul pont ferroviaire qui relie le Mexique aux États-Unis via Laredo, et 40 % du trafic ferroviaire transite par ce pont. Sans le TexMex, il serait impossible au KCSM et au KCSR de fonctionner comme une seule et même entreprise au sein du Kansas City Southern.
- Le Panama Canal Railway Company (PCRC) est contrôlé conjointement par le KCS et le Panama Holdings, LLC d'Hazelcrest (Illinois). Le PCRC permet de relier l'océan Atlantique à l'océan Pacifique sur un réseau de 77 km. Cette ligne intermodale est très efficace pour les échanges commerciaux mondiaux, et complète les infrastructures de transports représentées par le Canal de Panama, le Colón Free Trade Zone, et les ports sur l'Atlantique et le Pacifique. Le PCRC, via sa filiale Panarail Tourism, propose un service voyageurs luxueux pour les déplacements d'affaires, ou touristiques.

### Holding et autres filiales majeures
- Le NAFTA Rail, S.A. de C.V., est la compagnie holding pour le KCSM. Car lorsque le KCS racheta le KCSM, le gouvernement Mexicain n'autorisait pas qu'une compagnie étrangère puisse contrôler directement un chemin de fer mexicain. Le NAFTA Rail est entièrement contrôlée par Caymex Transportation, Inc., appartenant à KCS.
- Le Gateway Eastern Railway Company (GWER) est une filiale entièrement contrôlée par KCS. Le GWER exploite 27 km de voies dans la région est de Saint-Louis, Illinois.
- Le Meridian Speedway, LLC (MSLLC) est une filiale consolidée, contrôlée en majorité par le KCS. Elle possède l'ancienne ligne du KCSR entre Meridian, Mississippi et Shreveport, Louisiane, qui est une partie de la route reliant Dallas et Meridian, connue sous le nom de “Meridian Speedway”. Le Norfolk Southern Corporation (NS), via sa filiale Alabama Great Southern Railroad Company, possède des intérêts minoritaires dans le MSLLC.
- la Southern Capital Company consiste en des entrepôts de stockage de grandes capacités, des terminaux océaniques (Pabtex), et une entreprise de bois (Trans-serve).
- La Southern Development Company est une holding possédant plusieurs propriétés.
- La Southern Capital Corporation, LLC est une compagnie contrôlée conjointement par le KCSR et GATX Capital Corporation de San Francisco, Californie.

### Les autres filiales mineures
KCS possède également quelques affaires annexes. Ses filiales mineures, ses compagnies holding et ses participations minoritaires (moins de 50 % des parts), ont peu de personnels et servent à supporter l'activité ferroviaire. Cela inclut le Canama Transportation, le Caymex Transportation, Inc., le Rosenberg Regional LLC, le Joplin Union Depot, le Kansas City Terminal Railway Company, le Port Arthur Bulk Marine Terminal Co., et le Veals, inc..

### Les filiales à venir
Cela inclut un plan à long terme visant à supporter le Kansas City SmartPort, qui prendra place sur l'ancienne base Richards-Gebaur Air Force Base. Cela permettra aux douanes mexicaines de venir inspecter les opérations de transbordement train/cargo, et accélérer ensuite le départ des navires vers les ports mexicains avant de partir vers l'Asie. On évitera ainsi une première inspection faite au niveau de la frontière mexicaine très engorgée, et la seconde faite dans les ports.